# Nabû-shuma-ukin II
Nabu-shuma-ukin II était un roi de Babylone qui a régné en 732 av. J.-C., pour seulement un mois. Il renverse Nabu-nadin-zeri, mais se fait détrôner par un chef chaldéen, Nabu-mukin-zeri.